# 미하엘라 캄베이
미하엘라 발렌티나 캄베이(루마니아어: Mihaela Valentina Cambei, 2002년 11월 18일~)는 루마니아의 역도 선수이다. 2024년 하계 올림픽 여자 플라이급에서 은메달을 획득했다.